# フェーブス

『フェーブス』創刊号
（1808年1月）

芸術雑誌フェーブス Phöbus - Ein Journal für die Kunstはハインリヒ・フォン・クライストとその友人アーダム・ミュラーによって創刊された文芸雑誌。1808年1月23日に創刊号が発売され、廃刊となる1808年12月までに12号9巻がドレスデンで発行された。

## 雑誌発行の計画
誌名『フェーブス』は、アポローンの別名ともされる古代ギリシャの太陽神ポイボス（古希: Φοῖβος, Phoibos）にちなんで名づけられた。創刊号の表紙はフェルディナント・ハルトマンによって描かれ、太陽神フェーブスと彼を乗せた馬車が天馬に曳かれてドレスデン上空を駆けているという図案である。クライストは巻頭緒言にこう書いている。「嵐の中へ、おお汝、猛る馬を駆りて、フェーブスよ、無限の世界に陽光をもたらす者よ！」　また、この号はオーストリア皇帝フランツ1世とヴェストファリア国王ジェロームにも送られている。
シラーの「ホーレン」をモデルとしたこの雑誌発行の試みはゲーテやシラーのような有名作家からの投稿をあてこんだものだったが、これはうまくいかなかった。投稿もなく、クライストとミュラーには厳密な計画もなく出版社へのコネも持っていなかったせいで、フェーブスの発行はわずか一年で終わってしまった。この二人の編集者は自腹でやらねばならなかったのである。フェーブスの正確な発行部数は知られていないが、クライスト伝の著者クラウス＝ギュンツェルによると一号につきわずか150部が売れていたに過ぎなかったという。

## 内容と展開
創刊号に掲載されたクライストのドラマ『ペンテジレーア』の断片は、雑誌本体と同じく、ほとんど正当な評価を受けなかった。例えば、カール・アウグスト・ベッティガーは1808年2月6日この作品についてこう述べている。「多くの点で全くといっていいほど無意味であるか、歪曲され奇を衒っていると思われ…」クライストは創刊号で、ゲーテに対してほとんど卑屈と言ってもいいくらいに「心より平身低頭して」この作品を捧げているにもかかわらず、ゲーテもまた同じような考えを持った。この雑誌の運命は実際は、第一号からすでにあやしいものだったのである。3月2日にはヴァイマールでゲーテ演出による喜劇『こわれ甕』初演が失敗して酷評を受けたことでクライストと不和になったためもあり、もはやゲーテからの投稿が望めないことは決定的だった。
借金が増えるにしたがって二人の仲は緊張したが、それでもクライストとミュラーは続けた。早くも3月の末には財政は苦しくなり、第三号の発行は滞った。4月半ばにようやく3月号が発行できるというありさまで、ミュラーは編集の仕事からは手をひいてしまうが、投稿だけはこの後も続けている。7月にはクライストが家族から200ターラーを借りようとしていたことも分かっており、8月にはあちこちの劇場に『ハイルブロンのケートヒェン』の原稿を提出して上演を引き受けてくれるところを探しているのも金策のためだと思われる。10月半ばにはヴァルター書店がフェーブスの出版を引き受け、第六号が発行された。このあとの4巻は比較的短い間隔で発行されている。しかしクライストは経済的困窮に加えてこのころから反ナポレオン色を強め、関心は主に政治に向けられるようになった。新たに民族主義的雑誌を発行することも考えていたクライストは芸術雑誌への意欲を失い、フェーブスの発行は1809年2月21日に発行された第十一・十二号をもって最後となった。

## 各巻の内容と執筆者
第一号（1808年1月号、1月23日発行）
- 緒言：クライスト
- 悲劇『ペンテジレーア』有機的断片：クライスト
- 舞踏の意義について：クリスティアン・ゴットフリート・ケルナー
- 主人の墓にいる天使：クライスト
- ドロテーに：ノヴァーリス
- 劇的な詩と芸術に関する断想：ミュラー
- 通俗性と神秘主義：ミュラー
- シュテール＝ホルシュタイン婦人の作家としての性格について：ミュラー
- 巻末の辞：クライスト

第二号（1808年2月号、2月25日発行）
- 『Ｏ公爵夫人』：クライスト
- 二羽の鳩―ラフォンテーヌの寓話から：クライスト
- 美についての講義：ミュラー
- コリンヌ、またはシュテール＝ホルスタイン夫人を通して見たイタリア：ミュラー

第三号（1808年3月号、4月23日発行）
- 美についての講義（承前）：ミュラー
- 喜劇『こわれ甕』断片：クライスト
- 寓話集：クライスト
- ペレグリン（抄）：フリードリヒ・ド・ラ・モット・フーケ

第四号・五号（1808年4・5月号、6月10日発行）
- 悲劇『ロベール・ギスカール』断片：クライスト
- 老人とその通訳者：フリードリヒ・ゴットリープ・ヴェッツェル
- フィードラーのシーラス冒険行：ゴットヒルフ・ハインリヒ・シューバート
- ＭとＳ：ノヴァーリス
- 美についての講義（承前）：ミュラー
- ファーレヴァイレ：アーダム・エーレンシュレーガー
- 風刺、喜劇、アリストパネス：ミュラー
- ある講義の断片：シューバート
- 警句集：クライスト
- 風景画について：ミュラー
- 辺境領におけるミューズと三美神の変形：ヴェッツェル
- 戯曲『ハイルブロンのケートヒェン』断片：クライスト
- サウルとダビデ：ヴェッツェル

第六号（1808年6月号、10月23日発行）
- ギリシア人の凱旋祝い：アンネ・ゲルマイネ・ド・シュテール
- 長い鼻の少女：ヴェッツェル
- 偉大なクリストフから：ヴェッツェル
- ミヒャエル・コールハース：クライスト
- フランス劇文学の弁明：ミュラー
- 芸術批評：ミュラー
- 警句集：クライスト

第七号（1808年7月号、12月12日発行）
- スペイン詩の性格から：ミュラー
- 演繹的な詩から：ヴィルヘルム・ニーンシュテット
- 不滅の女神イドゥーナ：ヴェッツェル
- 神の流れ：ヴェッツェル
- 忘れられた教会：ヴェッツェル
- 哲学・批評雑録：（複数）

第八号（1808年8月号、12月末発行）
- ヴォレの墓：ヴェッツェル
- ギリシャ演劇観劇の手引き：ミュラー
- クレオビスとビトン：ヴェッツェル
- 演繹的な詩から（承前）：ニーンシュテット
- 哲学・批評雑録：ミュラー
- ヨーハン・フォン・ミュラーの学校：ミュラー
- 古代演劇と現代演劇の違いについてもう何点か：ミュラー

第九号・十号（1808年9・10月号、1809年1月発行）
- ギリシャ演劇の宗教的性格から：ミュラー
- 葡萄摘みに：ノヴァーリス
- 戯曲『ハイルブロンのケートヒェン』第二断片：クライスト
- ウィリアム・シェークスピアに関する断片：ミュラー
- 短い機会詩：クライスト

第十一号・十二号（1808年11・12月号、1809年2月21日発行）
- ある芸術・哲学のプロレゴメナ：ミュラー
- 青年期の詩：ヴェッツェル
- 死：ヴェッツェル
- 早い時間の流れ：ヴェッツェル
- たからもの：ヴェッツェル
- 浴場の怪：クライスト
- クンツ・フォン・カウフンゲン：オットー・ハインリヒ・フォン・レーベン伯爵
- 死に行くマリーア：フォン・レーベン
- 昇天するマリーア：フォン・レーベン
- 魂の圧迫：ミュラー
- イタリア演劇、仮面、即興：ミュラー
- 魂の近さ：ヴェッツェル
- ドイツの家族画について：ミュラー
- Ｊに：ミュラー
- 放浪者の昼：ヴェッツェル
- 放浪者のゆうべ：ヴェッツェル
- 放浪者の夜営：ヴェッツェル
- 芸術の発表と芸術批評：フェルディナント・ハルトマン
- ミルトハイムにおける芸術家と芸術愛好者必携の参考書：フリードリヒ・ヴィルヘルム・バジリウス・フォン・ランドール